# Pelourinho do Canal
O Pelourinho do Canal situa-se na aldeia do Canal, na atual freguesia de Estremoz (Santa Maria e Santo André), no município de Estremoz, Distrito de Évora, Portugal.
Classificado como IIP - Imóvel de Interesse Público desde 1933.

## Descrição
Pelourinho quinhentista, em mármore de Estremoz. Está assente numa plataforma simples de um degrau, donde sai a base e o fuste cilíndrico monolítico, encimado por uma esfera lisa e rematado por uma cruz de ferro, tendo possuído em tempos uma bandeira de catavento.